# Stade De Meer
 (avril 2025).
Le stade De Meer (en néerlandais: Stadion De Meer - traduisible en français par « stade du lac ») est ancien stade de football néerlandais situé à Amsterdam, dans le quartier du Watergraafsmeer. Ouvert en 1934 avec une capacité de 19 000 places, l'enceinte accueille principalement les matchs de l'Ajax Amsterdam.

## Histoire
Le club joue pendant plusieurs décennies au stade De Meer, apprécié du public pour sa modernité et son accessibilité en tramway. Cependant, la réputation du club augmente d'années en années pour devenir l'un des champions d'Europe ; pendant plusieurs années, la plupart des matchs de l'Ajax se jouent au stade olympique d'Amsterdam.
Le stade ayant une trop faible capacité, il est détruit en 1996 et remplacé depuis cette date par la Johan Cruyff Arena, ouverte la même année dans l'arrondissement d'Amsterdam-Zuidoost. À l'emplacement du stade sont construits des logements. L'équipe nationale des Pays-Bas joue 5 matchs au stade De Meer entre 1973 et 1992, les gagnant tous.